# Persone di nome Gianfranco
| Questa pagina contiene informazioni ricavate automaticamente dalle voci biografiche con l'ausilio del template Bio e di un bot. L'aggiornamento è periodico e automatico e ricostruisce completamente la pagina. Se manca una persona in questa lista, sei pregato di non aggiungerla, ma accertati piuttosto che la sua voce biografica contenga il template Bio e che i dati anagrafici siano correttamente compilati. Se il template Bio manca, inseriscilo tu stesso o, in alternativa, metti l'avviso {{tmp\|Bio}} che ne segnala la mancanza. Se i dati riportati sono sbagliati, correggi direttamente la voce biografica; le modifiche saranno visibili in questa lista entro pochi giorni. Per chiarimenti vedi il progetto antroponimi. La lista contiene solo le 267 persone che sono citate nell'enciclopedia e per le quali è stato implementato correttamente il template Bio. Pagina aggiornata al 6 ago 2025. |

Questa è una lista di persone presenti nell'enciclopedia che hanno il nome Gianfranco, suddivise per attività principale.

## Allenatori di atletica leggera(1)
- Gianfranco Chessa, allenatore di atletica leggera e dirigente sportivo italiano (Sassari, n. 1947 - Pordenone, † 2017)

## Allenatori di calcio(9)
- Gianfranco Borsari, allenatore di calcio e ex calciatore italiano (Modena, n. 1942)
- Gianfranco Cinello, allenatore di calcio e ex calciatore italiano (Fagagna, n. 1962)
- Gianfranco Circati, allenatore di calcio e ex calciatore italiano (Fidenza, n. 1971)
- Gianfranco Degli Schiavi, allenatore di calcio e ex calciatore italiano (Minturno, n. 1953)
- Gianfranco Motta, allenatore di calcio e ex calciatore italiano (Vimercate, n. 1950)
- Gianfranco Papini, allenatore di calcio e calciatore italiano (Bergamo, n. 1928)
- Gianfranco Parlato, allenatore di calcio e ex calciatore italiano (Vico Equense, n. 1970)
- Gianfranco Serioli, allenatore di calcio e ex calciatore italiano (Pisogne, n. 1966)
- Gianfranco Zeli, allenatore di calcio e ex calciatore italiano (Cremona, n. 1947)

## Allenatori di calcio a 5(1)
- Gianfranco Angelini, allenatore di calcio a 5 e ex giocatore di calcio a 5 italiano (Roma, n. 1974)

## Allenatori di sci alpino(1)
- Gianfranco Martin, allenatore di sci alpino e ex sciatore alpino italiano (Genova, n. 1970)

## Arbitri di calcio(1)
- Gianfranco Menegali, arbitro di calcio italiano (Roma, n. 1933 - Trevignano Romano, † 2016)

## Architetti(6)
- Gianfranco Caniggia, architetto italiano (Roma, n. 1933 - Roma, † 1987)
- Gianfranco Di Pietro, architetto e urbanista italiano (Lugo, n. 1935 - Firenze, † 2022)
- Gianfranco Franchini, architetto italiano (Genova, n. 1938 - Genova, † 2009)
- Gianfranco Frattini, architetto e designer italiano (Padova, n. 1926 - Milano, † 2004)
- Gianfranco Moneta, architetto e urbanista italiano (Palermo, n. 1935 - Roma, † 2005)
- Gianfranco Varini, architetto italiano (Reggio Emilia, n. 1939 - Reggio Emilia, † 2011)

## Arcivescovi cattolici(2)
- Gianfranco Gallone, arcivescovo cattolico italiano (Ceglie Messapica, n. 1963)
- Gianfranco Agostino Gardin, arcivescovo cattolico e religioso italiano (San Polo di Piave, n. 1944 - Treviso, † 2024)

## Artisti(3)
- Gianfranco Baruchello, artista e pittore italiano (Livorno, n. 1924 - Roma, † 2023)
- Gianfranco Chiavacci, artista italiano (Cireglio, n. 1936 - Pistoia, † 2011)
- Gianfranco Notargiacomo, artista italiano (Roma, n. 1945)

## Assassini seriali(1)
- Gianfranco Stevanin, serial killer italiano (Montagnana, n. 1960)

## Attori(12)
- Gianfranco Barra, attore italiano (Roma, n. 1940 - Roma, † 2025)
- Gianfranco Bellini, attore, doppiatore e direttore del doppiaggio italiano (Palermo, n. 1924 - Roma, † 2006)
- Gianfranco Brero, attore e conduttore televisivo peruviano (Lima, n. 1953)
- Gianfranco Bullo, attore, regista cinematografico e scrittore italiano (Chioggia, n. 1944)
- Gianfranco D'Angelo, attore, comico e cabarettista italiano (Roma, n. 1936 - Roma, † 2021)
- Gianfranco Gallo, attore, cantante e drammaturgo italiano (Napoli, n. 1961)
- Franco Gasparri, attore italiano (Senigallia, n. 1948 - Roma, † 1999)
- Gianfranco Giachetti, attore italiano (Firenze, n. 1888 - Roma, † 1936)
- Gianfranco Mauri, attore italiano (Erba, n. 1928 - Brescia, † 2000)
- Gianfranco Phino, attore, comico e imitatore italiano (Roma, n. 1963)
- Gianfranco Russo, attore italiano (Piano di Sorrento, n. 1972)
- Gianfranco Terrin, attore italiano (Napoli, n. 1990)

## Attori teatrali(1)
- Gianfranco Jannuzzo, attore teatrale e commediografo italiano (Agrigento, n. 1954)

## Avvocati(1)
- Gianfranco Brunetti, avvocato e dirigente sportivo italiano (Mola di Bari, n. 1907 - † 1990)

## Bassisti(1)
- Gianfranco Lombardi, bassista, arrangiatore e direttore d'orchestra italiano (Napoli, n. 1941 - San Lorenzello, † 2020)

## Bobbisti(2)
- Gianfranco Gaspari, ex bobbista italiano (Cortina d'Ampezzo, n. 1938)
- Gianfranco Rezzadore, bobbista italiano (Cortina d'Ampezzo, n. 1959)

## Calciatori(27)
- Gianfranco Bedin, ex calciatore e dirigente sportivo italiano (San Donà di Piave, n. 1945)
- Gianfranco Bellotto, ex calciatore e allenatore di calcio italiano (Camposampiero, n. 1949)
- Gianfranco Bertoletti, ex calciatore italiano (Traversetolo, n. 1943)
- Gianfranco Bozzao, calciatore e allenatore di calcio italiano (Venezia, n. 1936 - Ferrara, † 2019)
- Gianfranco Casarsa, ex calciatore italiano (Udine, n. 1953)
- Gianfranco Chávez, calciatore peruviano (Lima, n. 1998)
- Gianfranco Clerici, calciatore italiano (Lucca, n. 1939 - Lucca, † 2022)
- Gianfranco De Bernardi, ex calciatore italiano (Busto Arsizio, n. 1945)
- Gianfranco De Marchi, ex calciatore italiano (Paese, n. 1942)
- Gianfranco Dell'Innocenti, calciatore e allenatore di calcio italiano (Viareggio, n. 1925 - Viareggio, † 2012)
- Gianfranco Ganzer, calciatore e allenatore di calcio italiano (Tarvisio, n. 1930 - Mogliano, † 2019)
- Gianfranco Garbuglia, calciatore italiano (Corridonia, n. 1940 - Corridonia, † 2020)
- Gianfranco Gatti, calciatore italiano (Como, n. 1930 - Como, † 2017)
- Gianfranco Geromel, ex calciatore italiano (Seregno, n. 1948)
- Gianfranco Guerrini, calciatore italiano (Iolanda di Savoia, n. 1953)
- Gianfranco Labarthe, ex calciatore peruviano (Lima, n. 1984)
- Gianfranco Leoncini, calciatore e allenatore di calcio italiano (Roma, n. 1939 - Chivasso, † 2019)
- Gianfranco Parati, ex calciatore italiano (Ripalta Cremasca, n. 1925)
- Gianfranco Petris, calciatore italiano (Budoia, n. 1936 - Trepalle, † 2018)
- Gianfranco Platto, ex calciatore italiano (Castelcovati, n. 1950)
- Gianfranco Poletto, ex calciatore italiano (Bologna, n. 1940)
- Gianfranco Sarchi, ex calciatore italiano (Milano, n. 1941)
- Gianfranco Sarti, calciatore italiano (Rimini, n. 1948 - † 2002)
- Gianfranco Trasante, calciatore uruguaiano (Juan Lacaze, n. 1999)
- Gianfranco Trombini, calciatore italiano (Codigoro, n. 1944 - Moldavia, † 2022)
- Gianfranco Volpato, calciatore italiano (Sandrigo, n. 1940 - Vicenza, † 2022)
- Gianfranco Zigoni, ex calciatore italiano (Oderzo, n. 1944)

## Cantanti(2)
- Gianfranco De Angelis, cantante e attore italiano (Roma, n. 1949)
- Michele, cantante italiano (Vigevano, n. 1944)

## Cantautori(4)
- Franco Fasano, cantautore e compositore italiano (Albenga, n. 1961)
- Gianfranco Manfredi, cantautore, scrittore e sceneggiatore italiano (Senigallia, n. 1948 - Milano, † 2025)
- Gianni Mocchetti, cantautore, chitarrista e bassista italiano (Legnano, n. 1947 - Como, † 2013)
- Jeffrey Jey, cantautore e compositore italiano (Lentini, n. 1970)

## Cardinali(2)
- Gianfranco Ghirlanda, cardinale e gesuita italiano (Roma, n. 1942)
- Gianfranco Ravasi, cardinale, arcivescovo cattolico e biblista italiano (Merate, n. 1942)

## Cestisti(9)
- Gianfranco Benvenuti, cestista e allenatore di pallacanestro italiano (Borgotaro, n. 1932 - Livorno, † 2012)
- Gianfranco Bersani, cestista italiano (Bologna, n. 1919 - Bologna, † 1965)
- Franco Bertini, ex cestista italiano (Pesaro, n. 1938)
- Gianfranco Dalla Costa, ex cestista italiano (Venezia, n. 1955)
- Gianfranco Fantin, cestista italiano (Padova, n. 1946 - Bologna, † 2001)
- Gianfranco Lombardi, cestista e allenatore di pallacanestro italiano (Livorno, n. 1941 - Cocquio-Trevisago, † 2021)
- Gianfranco Pieri, ex cestista italiano (Trieste, n. 1937)
- Gianfranco Sanesi, ex cestista italiano (Rieti, n. 1954)
- Gianfranco Sardagna, ex cestista italiano (Gorizia, n. 1935)

## Chimici(2)
- Gianfranco Mattei, chimico e partigiano italiano (Milano, n. 1916 - Roma, † 1944)
- Gianfranco Pacchioni, chimico italiano (Milano, n. 1954)

## Ciclisti su strada(4)
- Gianfranco Bianchin, ciclista su strada italiano (Nogaré, n. 1947 - Pescara, † 1970)
- Gianfranco Contri, ex ciclista su strada italiano (Bologna, n. 1970)
- Gianfranco Sobrero, ciclista su strada italiano (Rossiglione, n. 1930 - Ovada, † 2008)
- Gianfranco Zilioli, ex ciclista su strada italiano (Clusone, n. 1990)

## Compositori(3)
- Gianfranco Di Stefano, compositore italiano
- Gianfranco Maselli, compositore, organista e musicologo italiano (Roma, n. 1929 - Parma, † 2009)
- Gianfranco Plenizio, compositore, pianista e direttore d'orchestra italiano (San Lorenzo di Sedegliano, n. 1941 - Roma, † 2017)

## Conduttori radiofonici(1)
- Gianfranco Butinar, conduttore radiofonico, imitatore e comico italiano (Roma, n. 1973 - Roma, † 2025)

## Conduttori televisivi(2)
- Gianfranco Agus, conduttore televisivo, personaggio televisivo e attore italiano (Napoli, n. 1949)
- Gianfranco Funari, conduttore televisivo e opinionista italiano (Roma, n. 1932 - Milano, † 2008)

## Criminali(1)
- Gianfranco Cerboni, criminale italiano (Vicenza, n. 1960)

## Critici letterari(1)
- Gianfranco Contini, critico letterario, filologo e partigiano italiano (Domodossola, n. 1912 - Domodossola, † 1990)

## Cuochi(1)
- Gianfranco Vissani, cuoco, gastronomo e personaggio televisivo italiano (Civitella del Lago, n. 1951)

## Direttori d'orchestra(2)
- Gianfranco Masini, direttore d'orchestra italiano (Reggio nell'Emilia, n. 1937 - Reggio nell'Emilia, † 1993)
- Gianfranco Monaldi, direttore d'orchestra, compositore e arrangiatore italiano (Milano, n. 1930 - Urbino, † 2007)

## Dirigenti d'azienda(1)
- Gianfranco Battisti, dirigente d'azienda italiano (Fiuggi, n. 1962)

## Dirigenti sportivi(3)
- Gianfranco Maggiò, dirigente sportivo italiano (n. 1956)
- Gianfranco Matteoli, dirigente sportivo italiano (Nuoro, n. 1959)
- Gianfranco Zola, dirigente sportivo, allenatore di calcio e ex calciatore italiano (Oliena, n. 1966)

## Disc jockey(1)
- Comis, disc jockey, produttore discografico e cantautore italiano (Catania, n. 1987)

## Doppiatori(2)
- Gianfranco Gamba, doppiatore e attore teatrale italiano (Milano, n. 1949 - Milano, † 2004)
- Gianfranco Miranda, doppiatore e direttore del doppiaggio italiano (Nocera Inferiore, n. 1976)

## Economisti(2)
- Gianfranco La Grassa, economista e saggista italiano (Conegliano, n. 1935)
- Gianfranco Polillo, economista e politico italiano (Roma, n. 1944)

## Editori(1)
- Gianfranco Viviani, editore e curatore editoriale italiano (Milano, n. 1937 - Aosta, † 2014)

## Fantini(1)
- Gianfranco Dettori, fantino italiano (Serramanna, n. 1941)

## Filosofi(1)
- Gianfranco Dalmasso, filosofo, storico della filosofia e traduttore italiano (Milano, n. 1943)

## Fondisti(2)
- Gianfranco Polvara, ex fondista italiano (Bellano, n. 1958)
- Gianfranco Stella, ex fondista e scialpinista italiano (Asiago, n. 1938)

## Fotografi(3)
- Gianfranco Gorgoni, fotografo italiano (Roma, n. 1941 - New York, † 2019)
- Gianfranco Moroldo, fotografo italiano (Milano, n. 1927 - Milano, † 2001)
- Gianfranco Salis, fotografo italiano (Roma, n. 1949)

## Fumettisti(1)
- Gianfranco Goria, fumettista e traduttore italiano (Brunico, n. 1954)

## Funzionari(2)
- Gianfranco Blasi, funzionario, politico e poeta italiano (Potenza, n. 1958)
- Gianfranco Ciaurro, funzionario e politico italiano (Terni, n. 1929 - Roma, † 2000)

## Generali(1)
- Gianfranco Chiti, generale e presbitero italiano (Gignese, n. 1921 - Roma, † 2004)

## Ginnasti(1)
- Gianfranco Marzolla, ex ginnasta italiano (Donada, n. 1937)

## Giornalisti(12)
- Gianfranco Astori, giornalista e politico italiano (Milano, n. 1948)
- Gianfranco Baldazzi, pubblicista, paroliere e storico italiano (Bologna, n. 1943 - Roma, † 2013)
- Gianfranco Bianchi, giornalista, storico e partigiano italiano (Como, n. 1915 - Milano, † 1992)
- Gianfranco Bianco, giornalista e conduttore televisivo italiano (Borgo San Dalmazzo, n. 1952 - Busca, † 2016)
- Gianfranco Botta, giornalista italiano (Savigliano, n. 1960 - Cuneo, † 2017)
- Gianfranco Civolani, giornalista, scrittore e dirigente sportivo italiano (Bologna, n. 1935 - Bologna, † 2019)
- Gianfranco Corsini, giornalista italiano (Brisighella, n. 1921 - Hiroshima, † 2010)
- Gianfranco De Laurentiis, giornalista e conduttore televisivo italiano (Roma, n. 1939 - Roma, † 2020)
- Gianfranco de Turris, giornalista, saggista e scrittore italiano (Roma, n. 1944)
- Gianfranco Mazzoni, giornalista e telecronista sportivo italiano (Teramo, n. 1959)
- Gianfranco Pancani, giornalista italiano (Pontremoli, n. 1926 - Firenze, † 2011)
- Gianfranco Pintore, giornalista e scrittore italiano (Irgoli, n. 1939 - Nuoro, † 2012)

## Hockeisti su ghiaccio(1)
- Gianfranco Da Rin, ex hockeista su ghiaccio italiano (Cortina d'Ampezzo, n. 1935)

## Imprenditori(4)
- Gianfranco Andreoletti, imprenditore e dirigente sportivo italiano (Bergamo, n. 1954)
- Gianfranco Nocivelli, imprenditore e dirigente d'azienda italiano (Offlaga, n. 1934 - Verolanuova, † 2019)
- Franco Serblin, imprenditore italiano (n. 1939 - Vicenza, † 2013)
- Gianfranco Zoppas, imprenditore e dirigente d'azienda italiano (Conegliano, n. 1943)

## Ingegneri(2)
- Gianfranco Dioguardi, ingegnere, imprenditore e saggista italiano (Bari, n. 1938)
- Gianfranco Saraca, ingegnere e politico italiano (Montefiascone, n. 1943 - Perugia, † 2014)

## Linguisti(2)
- Gianfranco Folena, linguista e filologo italiano (Savigliano, n. 1920 - Padova, † 1992)
- Gianfranco Porcelli, linguista italiano (Milano, n. 1941)

## Mafiosi(2)
- Gianfranco Sestili, mafioso italiano (Milano, n. 1951)
- Gianfranco Urbani, mafioso italiano (Roma, n. 1938 - Latina, † 2014)

## Magistrati(1)
- Gianfranco Amendola, magistrato e politico italiano (Roma, n. 1942)

## Matematici(2)
- Gianfranco Cimmino, matematico italiano (Napoli, n. 1908 - Bologna, † 1989)
- Gianfranco Gambarelli, matematico italiano (Bergamo, n. 1946)

## Medici(1)
- Gianfranco Fineschi, medico e botanico italiano (Firenze, n. 1923 - Cavriglia, † 2010)

## Mezzofondisti(2)
- Gianfranco Baraldi, ex mezzofondista italiano (Littoria, n. 1935)
- Gianfranco Sommaggio, mezzofondista italiano (n. 1937 - † 2015)

## Militari(4)
- Gianfranco Garia, militare italiano (Giba, n. 1963)
- Gianfranco Gazzana Priaroggia, militare italiano (Milano, n. 1912 - Oceano Atlantico, † 1943)
- Gianfranco Paglia, ex militare e politico italiano (Sesto San Giovanni, n. 1970)
- Gianfranco Zuretti, militare e giornalista italiano (Torino, n. 1894 - Passo Mecan, † 1936)

## Musicisti(1)
- Gianfranco Continenza, musicista e chitarrista italiano (Torino, n. 1968)

## Musicologi(1)
- Gianfranco Salvatore, musicologo e critico musicale italiano (Caserta, n. 1957)

## Pallanuotisti(1)
- Gianfranco Pandolfini, pallanuotista italiano (Firenze, n. 1920 - Firenze, † 1997)

## Piloti automobilistici(3)
- Gianfranco Brancatelli, ex pilota automobilistico italiano (Torino, n. 1950)
- Gianfranco Comotti, pilota automobilistico italiano (Brescia, n. 1906 - Bergamo, † 1963)
- Gianfranco Trombetti, ex pilota automobilistico italiano (San Severino Marche, n. 1942)

## Piloti di rally(1)
- Gianfranco Cunico, pilota di rally italiano (Vicenza, n. 1957)

## Piloti motociclistici(2)
- Gianfranco Bonera, pilota motociclistico italiano (Porpetto, n. 1945)
- Gianfranco Guareschi, pilota motociclistico italiano (Parma, n. 1975)

## Pittori(8)
- Gianfranco Campestrini, pittore italiano (Milano, n. 1901 - Milano, † 1979)
- Gianfranco Ferroni, pittore italiano (Livorno, n. 1927 - Bergamo, † 2001)
- Gianfrancesco da Tolmezzo, pittore italiano (Socchieve, n. 1450 - † 1511)
- Gianfranco Goberti, pittore italiano (Ferrara, n. 1939 - Ferrara, † 2023)
- Gianfranco Manara, pittore italiano (Casalmaggiore, n. 1924 - Milano, † 1993)
- Gianfranco Mascii, pittore e illustratore italiano (Mirandola, n. 1926 - Parigi, † 2003)
- Gianfranco Pardi, pittore e scultore italiano (Milano, n. 1933 - Milano, † 2012)
- Gianfranco Zappettini, pittore italiano (Genova, n. 1939)

## Poeti(2)
- Gianfranco Maretti Tregiardini, poeta italiano (Felonica, n. 1939 - Felonica, † 2017)
- Gianfranco Palmery, poeta, saggista e traduttore italiano (Roma, n. 1940 - Roma, † 2013)

## Politici(38)
- Gianfranco Aliverti, politico italiano (Como, n. 1930)
- Gianfranco Bartolini, politico e sindacalista italiano (Fiesole, n. 1927 - Firenze, † 1992)
- Gianfranco Bettin, politico e scrittore italiano (Venezia, n. 1955)
- Gianfranco Burchiellaro, politico italiano (Mantova, n. 1960)
- Gianfranco Chessa, politico italiano (Marciana Marina, n. 1940 - Novi Ligure, † 2019)
- Gianfranco Giovanni Chiarelli, politico italiano (Martina Franca, n. 1958)
- Gianfranco Conte, politico italiano (Minturno, n. 1952)
- Gianfranco Conti Persini, politico italiano (Menaggio, n. 1927 - Roma, † 2001)
- Gianfranco Cozzi, politico italiano (Taggia, n. 1951 - Imperia, † 2004)
- Gianfranco Cremonese, politico italiano (Val Liona, n. 1940 - Padova, † 2018)
- Gianfranco Cuttica di Revigliasco, politico italiano (Torino, n. 1957)
- Gianfranco D'Aronco, politico e filologo italiano (Udine, n. 1920 - Udine, † 2019)
- Gianfranco Dell'Alba, politico e funzionario italiano (Livorno, n. 1955)
- Gianfranco Di Sarno, politico italiano (Caserta, n. 1979)
- Gianfranco Fini, politico italiano (Bologna, n. 1952)
- Gianfranco Gagliardi, politico italiano (Treviso, n. 1953)
- Gianfranco Lamberti, politico italiano (Salerno, n. 1947 - Livorno, † 2018)
- Gianfranco Librandi, politico italiano (Saronno, n. 1954)
- Gianfranco Mariotti, politico italiano (La Spezia, n. 1939 - La Spezia, † 1992)
- Gianfranco Maris, politico, avvocato e partigiano italiano (Milano, n. 1921 - Milano, † 2015)
- Gianfranco Merli, politico italiano (Livorno, n. 1924 - Livorno, † 1998)
- Gianfranco Morgando, politico italiano (Borgiallo, n. 1949)
- Gianfranco Nappi, politico italiano (San Paolo Belsito, n. 1959)
- Gianfranco Occhipinti, politico italiano (Gela, n. 1948 - Palermo, † 2011)
- Gianfranco Orsini, politico italiano (Lussemburgo, n. 1924 - Mel, † 2008)
- Gianfranco Pagliarulo, politico e giornalista italiano (Bari, n. 1949)
- Gianfranco Rocelli, politico italiano (Venezia, n. 1938)
- Gianfranco Rossinovich, politico e partigiano italiano (Sesto San Giovanni, n. 1928 - † 2003)
- Gianfranco Rotondi, politico e giornalista italiano (Avellino, n. 1960)
- Gianfranco Rufa, politico italiano (Frosinone, n. 1973)
- Gianfranco Sabbatini, politico italiano (Pesaro, n. 1932 - Pesaro, † 2017)
- Gianfranco Sammarco, politico italiano (Roma, n. 1950)
- Gianfranco Spadaccia, politico e giornalista italiano (Roma, n. 1935 - Roma, † 2022)
- Gianfranco Spisani, politico italiano (Arco, n. 1940 - Arco, † 2016)
- Gianfranco Tagliabue, politico italiano (Como, n. 1939)
- Gianfranco Terenzi, politico sammarinese (Città di San Marino, n. 1941 - Serravalle, † 2020)
- Gianfranco Tunis, politico italiano (Ales, n. 1940)
- Gianfranco Venturi, politico italiano (Pistoia, n. 1952)

## Politologi(3)
- Gianfranco Borrelli, politologo italiano (Napoli, n. 1947)
- Gianfranco Miglio, politologo e politico italiano (Como, n. 1918 - Como, † 2001)
- Gianfranco Pasquino, politologo e politico italiano (Trana, n. 1942)

## Produttori cinematografici(2)
- Gianfranco Couyoumdjian, produttore cinematografico e sceneggiatore italiano (Roma, n. 1940 - Roma, † 2010)
- Gianfranco Piccioli, produttore cinematografico, regista e sceneggiatore italiano (Viareggio, n. 1944 - † 2022)

## Produttori discografici(1)
- Gianfranco Bortolotti, produttore discografico italiano (Brescia, n. 1959)

## Psichiatri(1)
- Gianfranco Cecchin, psichiatra e psicoterapeuta italiano (Nogarole Vicentino, n. 1932 - Brescia, † 2004)

## Pugili(3)
- Gianfranco Cianconi, pugile italiano (Chieti, n. 1951 - Chieti, † 2024)
- Gianfranco Macchia, ex pugile italiano (Argenta, n. 1943)
- Gianfranco Rosi, ex pugile italiano (Assisi, n. 1957)

## Registi(11)
- Gianfranco Albano, regista italiano (Forlì, n. 1942)
- Gianfranco Baldanello, regista italiano (Merano, n. 1928)
- Gianfranco Barberi, regista e sceneggiatore italiano (Torino, n. 1944)
- Gianfranco Bettetini, regista, semiologo e critico televisivo italiano (Milano, n. 1933 - Milano, † 2017)
- Gianfranco Cabiddu, regista e sceneggiatore italiano (Cagliari, n. 1953)
- Gianfranco Giagni, regista e sceneggiatore italiano (Roma, n. 1952)
- Gianfranco Mingozzi, regista e sceneggiatore italiano (Molinella, n. 1932 - Roma, † 2009)
- Gianfranco Pannone, regista italiano (Napoli, n. 1963)
- Gianfranco Parolini, regista e sceneggiatore italiano (Roma, n. 1925 - Roma, † 2018)
- Gianfranco Rosi, regista italiano (Asmara, n. 1963)
- Gianfranco De Bosio, regista, sceneggiatore e impresario teatrale italiano (Verona, n. 1924 - Milano, † 2022)

## Saggisti(1)
- Gianfranco Miro Gori, saggista e poeta italiano (San Mauro Pascoli, n. 1951)

## Sceneggiatori(1)
- Gianfranco Clerici, sceneggiatore e produttore cinematografico italiano (Bergamo, n. 1941)

## Schermidori(2)
- Gianfranco Dalla Barba, schermidore e neurologo italiano (Padova, n. 1957 - Padova, † 2024)
- Gianfranco Paolucci, ex schermidore italiano (Pesaro, n. 1934)

## Scrittori(9)
- Gianfranco Calligarich, scrittore, sceneggiatore e giornalista italiano (Asmara, n. 1939 - Roma, † 2024)
- Gianfranco Draghi, scrittore, artista e psicanalista italiano (Bologna, n. 1924 - Firenze, † 2014)
- Gianfranco Franchi, scrittore e critico letterario italiano (Trieste, n. 1978)
- Gianfranco Lazzaro, scrittore, poeta e giornalista italiano (Baveno, n. 1930 - Stresa, † 2018)
- Gianfranco Nerozzi, scrittore italiano (n. 1957)
- Gianfranco Piazzesi, scrittore e giornalista italiano (Firenze, n. 1923 - Roma, † 2001)
- Gianfranco Rossi, scrittore e poeta italiano (Ferrara, n. 1931 - Ferrara, † 2000)
- Gianfranco Sanguinetti, scrittore, enologo e rivoluzionario italiano (Pully, n. 1948)
- Gianfranco Staccioli, scrittore e pedagogista italiano (Firenze, n. 1939)

## Scultori(1)
- Gianfranco Meggiato, scultore italiano (Venezia, n. 1963)

## Sindacalisti(2)
- Gianfranco Ciabatti, sindacalista e poeta italiano (Ponsacco, n. 1936 - Prato, † 1994)
- Gianfranco Rastrelli, sindacalista e politico italiano (Firenze, n. 1932 - † 2018)

## Stilisti(1)
- Gianfranco Ferré, stilista italiano (Legnano, n. 1944 - Milano, † 2007)

## Storici(2)
- Gianfranco Canali, storico italiano (Terni, n. 1950 - Perugia, † 1998)
- Gianfranco Maddoli, storico e politico italiano (La Spezia, n. 1938)

## Storici dell'arte(2)
- Gianfranco Bruno, storico dell'arte, critico d'arte e pittore italiano (Genova, n. 1937 - Genova, † 2016)
- Gianfranco Maraniello, storico dell'arte italiano (Napoli, n. 1971)

## Tenori(1)
- Gianfranco Cecchele, tenore italiano (Galliera Veneta, n. 1938 - Galliera Veneta, † 2018)

## Terroristi(1)
- Gianfranco Bertoli, terrorista italiano (Venezia, n. 1933 - Livorno, † 2000)

## Velisti(1)
- Gianfranco Sibello, velista italiano (Alassio, n. 1975)

## Velocisti(1)
- Gianfranco Lazzer, ex velocista italiano (San Stino di Livenza, n. 1955)

## Vescovi cattolici(3)
- Gianfranco De Luca, vescovo cattolico italiano (Atri, n. 1949)
- Gianfranco Girotti, vescovo cattolico italiano (Roma, n. 1937)
- Gianfranco Todisco, vescovo cattolico italiano (Napoli, n. 1946)

## Senza attività specificata(3)
- Gianfranco Ganau, ex politico italiano (Sassari, n. 1955)
- Gianfranco Giardi, ex tiratore a segno sammarinese (n. 1949)
- Gianfranco Mantelli, ex tiratore a segno italiano (Roma, n. 1947)